# Толстой, Иван Иванович (филолог)
Ива́н Ива́нович Толсто́й (1880—1954) — советский филолог-классик и педагог, специалист по древнегреческой литературе и языку. Академик Академии наук СССР (1946, член-корреспондент с 1939).

## Биография
Родился 14 августа 1880 года в Петербурге. Сын министра народного просвещения графа Ивана Ивановича Толстого-старшего. Праправнук Михаила Илларионовича Кутузова.
Окончил историко-филологическую гимназию.
В 1903 году закончил Петербургский университет, где проработал большую часть жизни. Самостоятельно занимался изучением греческого языка и литературы, включая сравнительную филологию и фольклор. Серия этих работ представила читателям оригинальные греческие комедии и фольклор.
С 1904 по 1909 годы — хранитель университетского Музея древностей и искусств, с 1908 года — приват-доцент историко-филологического факультета, с 1918 по 1930 годы профессор того же факультета (затем ФОН, Ямфака, историко-лингвистического факультета).
В 1916 году, получив по наследству русскую часть отцовской коллекции древностей, в 1917 году продал её Государственному Эрмитажу за номинальную сумму (15 000 монет, 6800 медалей), чтобы на эти средства основать госпиталь для раненых.
В 1929 году, будучи профессором факультета языкознания и материальной культуры («Ямфак») ЛГУ, был лишен избирательных прав как «бывший граф».
В 1930-е годы арестовывался по сфабрикованному «золотому делу» группы ленинградских эллинистов АБДЕМ.
С 1937 по 1954 годы, с восстановлением в ЛГУ филологического факультета был профессором кафедры классической филологии.
С 1938 года - доктор филологии, член-корреспондент и действительный член Академии Наук. Награждён медалью «За доблестный труд в Великую Отечественную войну» и двумя орденами Ленина.
В исследовании эпоса активно привлекал фольклорные параллели, изучал язык греческих надписей Северного Причерноморья.
Скончался 27 октября 1954 года. Похоронен в Ленинграде на Шуваловском кладбище.
Жена — София Венедиктовна Меликова-Толстая (1885-1942), специалист по классической филологии.

## Награды
- орден Ленина (10.06.1945)

## Основные работы
- «Остров Белый и Таврика на Евксинском Понте» (1918);
- «Язык сказки в греческой литературе» (1929);
- Начало комедии и древняя аттическая комедия // История греческой литературы, т. 1, М. — Л., 1946;
- Аристофан // История греческой литературы, т. 1, М. — Л., 1946;
- Греческие граффити древних городов Северного Причерноморья, М. — Л., 1953;
- Харитон. Повесть о любви Херея и Каллирои. Пер. с др.-греч. и комментарии акад. И. И. Толстого, М. — Л., 1954 (в серии «Литературные памятники»);
- Аэды. Античные творцы и носители древнего эпоса, М., 1958;
- Новая аттическая комедия… // История греческой литературы, т. 3, М. — Л., 1960;
- Статьи о фольклоре, М. — Л., 1966.